# Кошмар на улице Вязов (комиксы Avatar Press)
«Кошмар на улице Вязов» (англ. A Nightmare On Elm Street) — серия комиксов из пяти выпусков, выпущенных издательством «Avatar Press» по мотивам фильмов «Кошмар на улице вязов», созданных Уэсом Крэйвеном при участии киностудии «New Line Cinema».

## Работа над проектом
К маю 2005 года новая комикс-история «A Nightmare On Elm Street: Special» была написана основателем «Chaos Comics», Брайаном Пулидо (англ. Brian Pulido), работавшим над всеми дальнейшими выпусками серии, и опубликована «Avatar Press» в рамках проекта «Дом ужасов студии New Line» (англ. House Of Horror: New Line Cinema). События этого выпуска перекликаются с сюжетом следующей мини-серии «A Nightmare On Elm Street: Paranoid», состоящей из 3 частей, опубликованных позже в том же году. В 2006 году вышел последний выпуск под названием «A Nightmare On Elm Street: Fearbook», а затем издательство лишилась прав на производство комиксов «House Of Horror» по фильмам ужасов студии «New Line Cinema».
События истории происходят спустя некоторое время после финального фильма классической серии — «Фредди против Джейсона».

## Выпуски

### Спецвыпуск
- Номер в серии: 1
- Название в оригинале: Special
- Дата выпуска: 1 апреля 2005[5]

Шесть лет спустя после событий фильма «Фредди против Джейсона», взрослое население города решает установить для подростков жёсткий режим, чтобы помешать Крюгеру вновь вернуться. Сея страх и панику среди подростков Крюгер достаточно силён, чтобы убить их, однако в противном случае — он бессилен. Линдси Хадсон снится кошмар: Фредди преследует её повсюду, девушке не спрятаться. Проснувшись на занятиях, Линдси вся в слезах, не может успокоиться и прекратить говорить о Крюгере. Тут же появляется и увозит девушку в психиатрическую лечебницу Уэстен-Хиллс. Её лучшая подруга, журналистка Эмили решает, что пора покончить с тем беспределом, что творится в Спрингвуде, и рассказать всему миру о Крюгере. Девушка обращается за помощью к своим друзьям Алексу и Сэнди. Они следят за фургоном правительства до Уэстен-Хиллс, а затем проникают внутрь. Тем временем, Сэнди засыпает и ей снится кошмар, в котором Крюгер убивает девушку. Алекс и Эмили находят Линдси слишком поздно — девушка засыпает и погибает от рук Крюгера. Эмили сбегает с фотографиями с места кровавой смерти подруги, а Алекс, по ошибке принимает снотворное вместо таблеток для бодрствования… и юноша становится следующей жертвой маньяка. Между тем, Эмили узнаёт, что правительство заключило многих её друзей в лечебницу и отправило в кому, увеличивая дозу лекарства Гипносил. Вскоре власти ловят Эмили и усыпляют девушку, отдавая беззащитного подростка в руки убийцы.

### Паранойя
- Номер в серии: 2-4
- Название в оригинале: Paranoid
- Дата выпуска: 1 ноября 2005[6] / 1 марта 2006[7] / 1 июня 2006[8]

### Книга страха
- Номер в серии: 5
- Название: Fearbook
- Дата выпуска: 1 июня 2006[9]

С помощью гипносила родители подавляют сновидения своих детей. Крюгер в отчаянии — без детских душ он слабеет. Но вот местная банда грабит аптеку, и Фредди находит лазейку, чтобы вернуться к своим кровавым делам…